# Tales of the Slayers
Tales of the Slayers es una novela gráfica de Dark Horse Comics sobre Buffy the Vampire Slayer que consiste en múltiples historias escritas por Joss Whedon, Amber Benson y otros, que hablan de las diferentes Cazadoras.
Las historias se presentan en orden cronológico y dan datos sobre las demás cazadoras a lo largo de la historia, desde la Primera Cazadora a Melaka Fray, la cazadora del futuro que tiene una edición limitada de cómics. El tema principal de la novela gráfica es la soledad y los deberes de ser la Cazadora. Se refleja comparando la primera línea en la primera historia, «I am alone», y la última línea de la última historia «I am not alone».
Esta novela precedió al libro de historietas de one-shot Tales of the Slayers: Broken Bottle of Djinn que seguía el mismo concepto.

## Publicaciones
| Título | Escritor              | Artista                          |  |
| Descripción | Descripción           | Descripción                      |  |
| --- | --------------------- | -------------------------------- |  |
| |                       |                                  |  |
| "First Slayer" | Joss Whedon           | Leinil Francis Yu & Dexter Vines |  |
| Sigue a la Primera Cazadora, cuando es rechazada por su pueblo africano e instruida para luchar sola. |                       |                                  |  |
| |                       |                                  |  |
| "Righteous" | Joss Whedon           | Tim Sale                         |  |
| Una Cazadora que opera en una ciudad medieval amurallada durante un periodo de caza de brujas. La Cazadora defiende la ciudad de un ataque de vampiros, pero después es quemada en la hoguera por muchas de las personas a las que salvó. Su Vigilante no puede hacer nada. La historia termina cuando el Vigilante deja a los vampiros entrar en la ciudad, sin nadie que los proteja. |                       |                                  |  |
| |                       |                                  |  |
| "The Innocent" | Amber Benson          | Ted Naifeh                       |  |
| Claudine es utilizada por su Vigilante, del cual es amante, para matar a un aristócrata parisino durante la Revolución Francesa de 1789. |                       |                                  |  |
| |                       |                                  |  |
| "Presumption" | Jane Espenson         | P. Craig Russell                 |  |
| Elizabeth Weston se encuentra con un vampiro en un baile de la aristocracia en Sommersetshire, Inglaterra en 1813. |                       |                                  |  |
| |                       |                                  |  |
| "The Glittering World" | David Fury            | Steve Lieber                     |  |
| La cazadora navaja Naayeeneizghani viaja a través del este americano en una historia contada al Alcalde Richard Wilkins, que planea comprar la tierra donde pasó a llamarla Happydale o Acres Soleadas. |                       |                                  |  |
| |                       |                                  |  |
| "Sonnenblume" | Rebecca Rand Kirshner | Mira Friedman                    |  |
| Anni, un miembro de la Liga Germana de Chicas en 1939 en Nuremberg, contempla la verdadera naturaleza de lo malvado cuando Kristallnacht persigue a sus vecinos judíos. |                       |                                  |  |
| |                       |                                  |  |
| "Nikki Goes Down!" | Doug Petrie           | Gene Colan                       |  |
| Nikki Wood se prepara para vengar la muerte de su novio policía en las calles de Nueva York en el 1970. |                       |                                  |  |
| |                       |                                  |  |
| "Tales" | Joss Whedon           | Karl Moline & Andy Owens         |  |
| Fray descubre un santuario abandonado de un Vigilante y se da cuenta de que aunque es la única en ese momento en el mundo, no está sola. Cuando Fray es vista en el cómic Time of Your Life (octava temporada), el Santuario es descrito como el centro de operaciones de Fray. |                       |                                  |  |